# Kvickbadhuset i Höganäs
Kvickbadhuset i Höganäs är ett kallbadhus i Höganäs i nordvästra Skåne. Badhuset är placerat på stenpiren i Höganäs hamn i västra delen av staden. Verksamheten drivs av Föreningen Kvickbadhuset som bildades år 2005. Badhuset byggs ut och förstoras under år 2013, med start i januari. Utvidgningen av badhuset finansieras av medlemsavgifter, frivilligbidrag, talkoarbete/frivilligarbete, samt sponsring av lokala företag och sparbanker.